# Spudaea ilicis
Spudaea ilicis là một loài bướm đêm trong họ Noctuidae.